# Intortus

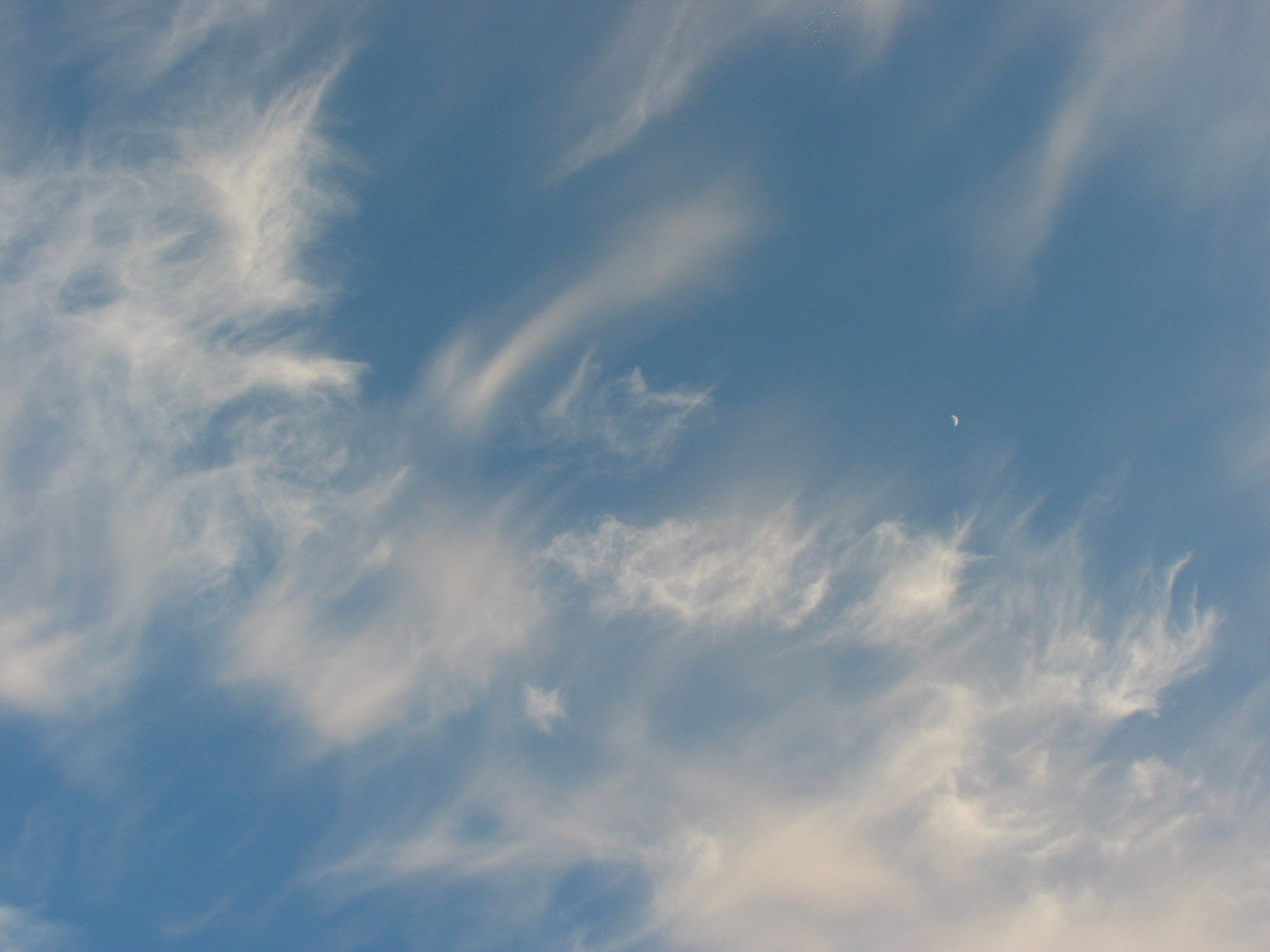
Cirrus fibratus intortus

intortus (łac. intorqueere – kręcić, obracać, pleść)  – odmiana chmur Cirrus, której włókna są nieregularnie powyginane i sprawiają wrażenie poplątanych chaotycznie. Te chmury często pochodzą z rozpadających się kowadeł burzowych.